# Jasmin Čuturic
Jasmin Čuturic (* 5. Juli 1974 in Koper, Jugoslawien) ist ein slowenischer Volleyballspieler.
Jasmin Čuturic spielte in den 1990er Jahren in seiner Heimat bei Fuzinar Gok Igem Ravne. 1999 wechselte er zum deutschen Bundesligisten VfB Friedrichshafen, mit dem er 2000 und 2001 Deutscher Meister wurde sowie 2001 den DVV-Pokal gewann. Er wurde in seiner Bundesligazeit in den Ranglisten des Volleyball Magazins auf Spitzenpositionen in den Kategorien Aufschlag und Angriff gewählt. 2001 ging Jasmin Čuturic nach Frankreich und spielte dort für Nizza Volley-Ball und für Tours Volley-Ball, mit dem er 2003 Französischer Pokalsieger und Vizemeister wurde. Danach spielte er in Italien bei Adriavolley Triest und Allegrini Bergamo. 2005 kehrte Jasmin Čuturic in seine Heimat zurück und wurde mit ACH Volley Bled dreimal Slowenischer Pokalsieger, zweimal Slowenischer Meister, zweimal Sieger der Mitteleuropäischen Volleyball-Liga sowie 2007 Sieger im europäischen Top Teams Cup. 2009 hatte er einen Kurzeinsatz beim französischen Beauvais OUC und spielte danach wieder zwei Jahre in Italien bei Trenkwalder Modena und Volley Forlì. 2012 war der Außenangreifer im Libanon bei Al-Anwar Beirut aktiv.
Jasmin Čuturic spielte von 2000 bis 2009 auch in der slowenischen Nationalmannschaft.